# Podospora inaequalis
Podospora inaequalis är en svampart som först beskrevs av Cain, och fick sitt nu gällande namn av Cain 1962. Podospora inaequalis ingår i släktet Podospora och familjen Lasiosphaeriaceae.   Inga underarter finns listade i Catalogue of Life.